# Ramona Roth
Ramona Roth (7 marzo 1977) è un'ex fondista tedesca.

## Biografia
In Coppa del Mondo debuttò il 22 novembre 1997 a Beitostølen (51ª) e ottenne come miglior piazzamento un decimo posto.
In carriera prese parte a tre edizioni dei Campionati mondiali, vincendo una medaglia.

## Palmarès

### Mondiali
- 1 medaglia:
  - 1 bronzo (staffetta[1]  a Ramsau am Dachstein 1999)

### Coppa del Mondo
- Miglior piazzamento in classifica generale: 60ª nel 2001